# Опытный (Оренбургская область)
О́пытный — посёлок в Бузулукском районе Оренбургской области России. Входит в состав муниципального образования сельского поселения Колтубанский сельсовет.

## География
Посёлок в Бузулукском бору.

Удалённость от сельсовета в посёлке Партизанский — 9,5 км, ближайшей ж/д станции Колтубанка — 7 км.

## История

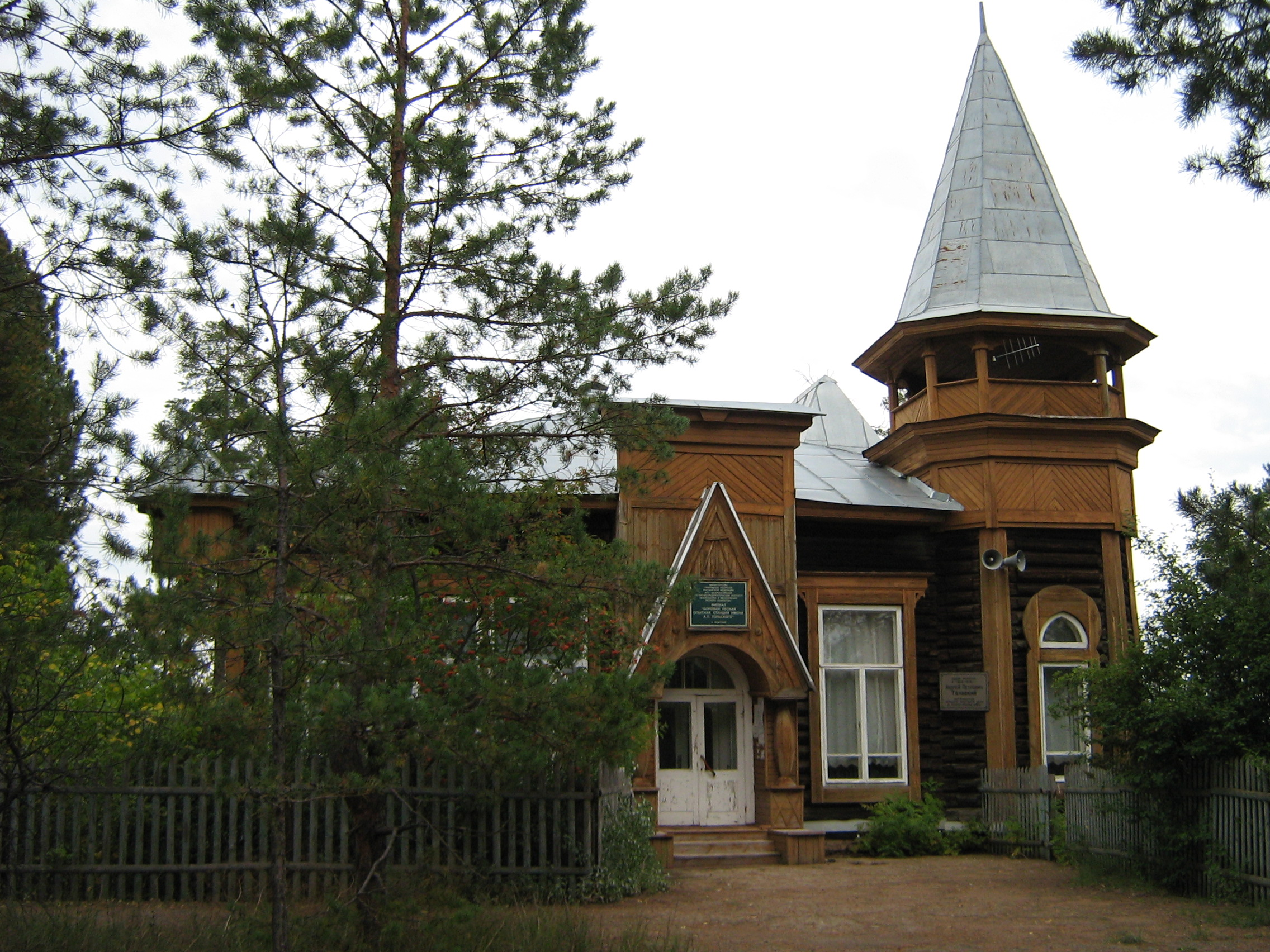
Боровая опытная лесная станция

Название посёлка связано c проводимыми опытами по лесоразведению. Организован в 1930 году на месте лесничества. А. П. Тольским была организована Боровая опытная лесная станция, входящую в систему ВНИЛМа. Здесь проводили опыты и исследования известные учёные-лесоводы В. Н. Сукачёв, Е. М. Ткаченко, А. Л. Данилин и другие. По спискам населённых мест Самарской губернии 1900 г., в лесничестве числилось 10 дворов, лесничий и три помощника, офицерский дом.

## Население
| 2010 |
| ---- |
| 57   |

## Учреждения социальной сферы
Имеется фельдшерско-акушерский пункт.